# Włodzimierz Maciejczyk
Włodzimierz Maciejczyk (ur. 2001 w Berezie) – polski artysta intermedialny, malarz, rzeźbiarz i performer, związany z lubelskim środowiskiem artystycznym. W swojej twórczości porusza takie tematy, jak komercjalizacja sztuki, konsekwencje wojny, los zwierząt, dyskryminacja oraz wpływ technologii na relacje międzyludzkie. W pracach łączy tradycyjne media, takie jak malarstwo olejne, z rzeźbą i instalacją artystyczną. Charakterystycznym motywem w jego sztuce jest wizerunek mięsa, używany jako metafora ciała, przemocy i towaru.

## Życiorys
Absolwent Instytutu Sztuk Pięknych Wydziału Artystycznego Uniwersytetu Marii Curie-Skłodowskiej w Lublinie. Pracę magisterską obronił z wyróżnieniem pod kierunkiem Anny Barańskiej. Aneks do dyplomu zrealizował w Katedrze Intermediów pod opieką Jana Gryki. Po studiach rozpoczął kształcenie w tamtejszej Szkole Doktorskiej Nauk Humanistycznych i Sztuki.

## Twórczość

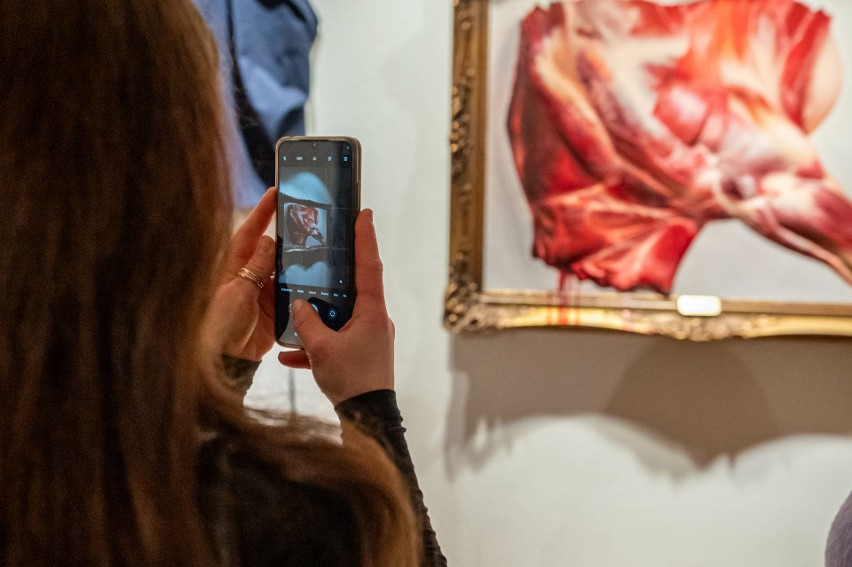
Widok z wystawy ME:T Włodzimierza Maciejczyka w Muzeum Józefa Czechowicza w Lublinie (2025)

Praktyka artystyczna Maciejczyka koncentruje się na analizie zjawisk społecznych i kulturowych. Jednym z głównych motywów w jego pracach jest krytyka komercjalizacji sztuki. Artysta wykorzystuje metaforę mięsa, aby przedstawić, jak dzieła sztuki stają się towarem podlegającym mechanizmom rynkowym. Temat ten stanowił oś jego indywidualnej wystawy ME:T (2025). Jak zauważono w magazynie „Contemporary Lynx”, w jego pracach sztuka „jest wystawiona na sprzedaż jak kawałki surowego mięsa, które maluje”. Poprzez symbol mięsa artysta bada takie zagadnienia, jak relacje międzyludzkie, przemoc, wyzysk i alienacja.

## Wyróżnienia
Laureat I Nagrody na 2. Międzynarodowym Biennale Sztuki „Via Carpatia” (2023) oraz Nagrody Okolicznościowej Prezydenta Miasta Lublin „Żurawie – Lubelskie Wyróżnienia Kulturalne” (2024).

## Wystawy

### Wystawy indywidualne

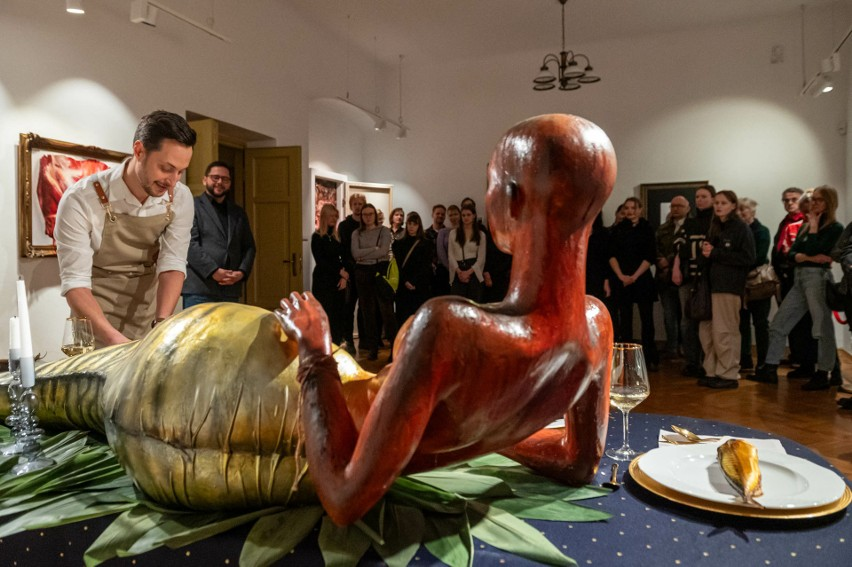
Wernisaż wystawy ME:T Włodzimierza Maciejczyka (2025)

- 2025 – ME:T, Muzeum Józefa Czechowicza (oddział Muzeum Narodowego w Lublinie), Lublin[15]. Tytuł wystawy opierał się na grze słów (ang. meet – spotkanie, meat – mięso)[16][17].
- 2025 – Podwieczorek z Makrelą, Galeria Sztuki Współczesnej Pastula, Poręby Kupieńskie[18].
- 2022 – COVINECT, Galeria KONT, Lublin[19].

### Udział w festiwalach
- 2025 – IV Międzyuczelniany Przegląd Performans aKTOmaR „LET’S DANCE!”, Kraków[20].
- 2023 – AFekT - post/smaków II edycja Artystycznego Festiwalu Towarzyskiego, Lublin[21].
- 2022 – AFekT Artystyczny Festiwal Towarzyski I edycja - bez puzzli, Lublin.

### Wybrane wystawy zbiorowe
- 2025 – Małe Muzeum Drobnych Przejawów Sztuki 2022-2025 Ostatnia edycja, Galeria Sztuki Współczesnej Pastula, Poręby Kupieńskie[22][23].
- 2024–2025 – 100 lat w Labiryncie – otwarta przestrzeń / 3 otwarcie, Galeria Labirynt, Lublin[24].
- 2025 – Stoły KONT/ekstualne, Galeria KONT, Lublin[25][26].
- 2024 – Biennale Via CARPATIA, Krajská galéria v Prešove, Preszów, Słowacja[27].
- 2024 – Laureaci 2. Biennale „Via Carpatia”, Galeria Sztuki Wozownia, Toruń[28].
- 2024 – 25/24, Galeria Labirynt, Lublin[29].
- 2024 – PROJEKT ZANA 11, Galeria KONT, Lublin[30].
- 2023–2024 – Wystawa pokonkursowa 2. Biennale Sztuki „Via Carpatia”, IMO Galeria, Stary Sącz[31].
- 2023 – Przestrzenie rysunku, Galeria Wydziałowa WA UMCS, Lublin[32].
- 2023 – Art on Loop MILAN, THE HOLY ART Gallery, Mediolan, Włochy[33].
- 2022 – Contemporary third edition, Boomer Gallery, Londyn, Wielka Brytania[34].
- 2022 – Małe Muzeum Drobnych Przejawów Sztuki, Galeria Sztuki Współczesnej Pastula, Poręby Kupieńskie[35].
- 2022 – REAKCJE:GRANICA, Przemyskie Centrum Kultury i Nauki Zamek, Przemyśl[36][37].